# Flunixin
Flunixin ist ein ausschließlich in der Tiermedizin zugelassenes Nichtopioid-Analgetikum und gehört zu den nichtsteroidalen Entzündungshemmern (NSAID). Es wird bei allen Schmerzzuständen als Analgetikum eingesetzt, vor allem bei Skeletterkrankungen und Schmerzzuständen der Eingeweide, und besitzt eine entzündungshemmende (Antiphlogistikum) und fiebersenkende (Antipyretikum) Wirkung.

## Chemie
Flunixin ist ein Derivat der Nicotinsäure und wird zur Gruppe der Fenamate gezählt. Es ist ein weißliches kristallines Pulver mit saurem Geschmack. Es ist bei alkalischem pH-Wert in Wasser löslich. Flunixin ist in den meisten organischen Lösungsmitteln gut löslich, bei neutralem pH-Wert auch in Fetten.
In der Tiermedizin wird vor allem das Salz mit Meglumin eingesetzt, die CAS-Nummer für Flunixinmeglumin lautet 42461-84-7.

## Pharmakologie
Wie alle nichtsteroidalen Entzündungshemmer wirkt Flunixin über eine kompetitive Hemmung des Enzyms Cyclooxygenase, wodurch die Synthese der Entzündungsstoffe Prostaglandin H2 und Thromboxan gemindert wird. Außerdem hemmt Flunixin die Freisetzung von Substanz P. Darüber hinaus vermindert der Wirkstoff die Produktion der Magensäure.
Flunixin kann sowohl oral als auch parenteral (subkutan, intravenös) angewendet werden.
Die Ausscheidung von Flunixin erfolgt vor allem über eine aktive Sekretion in den Nieren. Die Halbwertszeit variiert tierartlich zwischen 1,5 und 8 Stunden. Trotz dieser geringen Halbwertszeit ist die Wirkungsdauer mit etwa 12 Stunden deutlich länger, da sich in Entzündungsbereichen deutlich höhere Konzentrationen als im Blutplasma bilden.

## Kontraindikationen und Nebenwirkungen
Bei schweren Nierenfunktionsstörungen und schweren Blutbildveränderungen sollte Flunixin nicht eingesetzt werden. Bei Trächtigkeit wird von einigen Autoren vom Einsatz des Mittels abgeraten, obwohl sich bei Labortieren bislang keine teratogenen oder mutagenen Effekte nachweisen ließen. Bei schwer dehydrierten Patienten wird von einer Anwendung abgeraten.
An der Injektionsstelle können bei intramuskulärer Injektion Schwellungen und Verhärtungen auftreten, weshalb von dieser Applikationsart abgeraten wird. Gelegentlich können Erbrechen und Durchfall auftreten.

## Handelsnamen
Actiflun, Banamine, Binixin (außer Handel), CP-Flunidol (außer Handel), Cronyxin, Equibos, Equinixin, Finadyne, Flumeg (außer Handel), Flunidol, Fluniximin, Meflosyl, Niglumine, Paraflunixin, Phlogoxin, Resflor, Wellicox